# Лавскен
Лавскен (нем. Lawsken) — исторический район города Калининграда в России, административного центра Калининградской области. До упразднения и вхождения в состав Кёнигсберга в период 1905—1911 годов — деревня.

## Этимология
Название Lawsken происходит от прусского «lauk» — поле, пашня, росчисть под поле или луг.
В 1286 году упоминается в источнике как Lauchsen (Лаухсен) («ad campum, qui Lauchsen vulgariter nuncupator»). В 1299 источниками зафиксирована форма названия Лауксен — «in villam, que Lauxen nuncupator». В 1396 — Лаукен («Lauken das Dorf»).

## География
Находится в западной части города, между местностями Юдиттеном на западе и Ратсхофом на востоке, к северу от устья Преголи.
С севера ограничивался Фридрихсвальде, с юго-запада примыкал к Гольштейну.

## История
На месте Лавскена, по-видимому, существовало поселение пруссов. Первое упоминание относится к 1286 году, когда по грамоте об основании города Альтштадту была отведена к северу от Прегеля до деревни «обычно называемой Лаухсен» («ad campum, qui Lauchsen vulgariter nuncupator»).
С орденских времен Лавксен вместе с Ратхофом был административно подчинен городу Альтштадт. 1 апреля 1905 года восточная часть Лавскена включена в состав города Кёнигсберга, остальные части присоединены к 21 февраля 1911. С этого момента Лавскен превращается в дачный поселок.

## Транспорт
Из Кёнигсберга в Лавскен вела Хуфен-аллее (проспект Мира), переходящая в среднем Хуфене в Лавскер-аллее (проспект Победы). Дома Лавскена были расположены с северной стороны аллеи.